# Gaotaiit
Gaotaiit ist ein extrem selten vorkommendes Mineral aus der Mineralklasse der „Sulfide und Sulfosalze“ mit der chemischen Zusammensetzung Ir3Te8 und damit chemisch gesehen ein Iridiumtellurid. Als enge Verwandte der Sulfide werden die Telluride in dieselbe Klasse eingeordnet.
Gaotaiit kristallisiert im kubischen Kristallsystem, konnte jedoch bisher nur in Form von unregelmäßigen Körnern und Mineral-Aggregaten von 0,05 bis 0,2 mm Größe oder derb in Äderchen von 0,05 bis 0,02 mm Dicke und 0,3 bis 1,0 mm Länge gefunden werden. Das in jeder Form unsichtbare (opake) Mineral zeigt auf den Oberflächen der stahlschwarzen Körner einen metallischen Glanz. Im Auflichtmikroskop erscheint Gaotaiit dagegen leuchtend weiß mit einem bläulichen Stich. Seine Strichfarbe ist allerdings immer schwarz.

## Etymologie und Geschichte
Entdeckt wurde Gaotaiit erstmals in der Cr-PGE-Lagerstätte Gaotai nahe dem gleichnamigen Dorf etwa 200 km nordnordöstlich von Peking (auch Beijing) im Kreis Chengde in der Provinz Hebei. Die Erstbeschreibung erfolgte 1995 Zuxiang Yu, der das Mineral nach dessen Typlokalität benannte.
Das Typmaterial wird in der Sammlung des Chinesischen geologischen Museum in Peking aufbewahrt.

## Klassifikation
Da der Gaotaiit erst 1993 als eigenständiges Mineral anerkannt und dies erst 1995 publiziert wurde, ist er in der seit 1977 veralteten 8. Auflage der Mineralsystematik nach Strunz noch nicht verzeichnet. Einzig im Lapis-Mineralienverzeichnis nach Stefan Weiß, das sich aus Rücksicht auf private Sammler und institutionelle Sammlungen noch nach dieser alten Form der Systematik von Karl Hugo Strunz richtet, erhielt das Mineral die System- und Mineral-Nr. II/D.29-40. In der „Lapis-Systematik“ entspricht dies der Klasse der „Sulfide und Sulfosalze“ und dort der Abteilung „Sulfide mit [dem Stoffmengenverhältnis] Metall : S,Se,Te < 1 : 1“, wo Gaotaiit zusammen mit Ferroskutterudit, Iridisit (von der IMA aktuell nicht anerkannt), Kieftit, Nickelskutterudit und Skutterudit eine eigenständige, aber unbenannte Gruppe bildet (Stand 2018).
Die seit 2001 gültige und von der International Mineralogical Association (IMA) bis 2009 aktualisierte 9. Auflage der Strunz’schen Mineralsystematik ordnet den Gaotaiit in die allgemeinere Abteilung der „Metallsulfide mit M : S ≤ 1 : 2“ ein. Diese ist allerdings weiter unterteilt nach dem genauen Stoffmengenverhältnis und den in der Verbindung vorherrschenden Metallen, so dass das Mineral entsprechend seiner Zusammensetzung in der Unterabteilung „M : S = 1 : 2, mit Fe, Co, Ni, PGE usw.“ zu finden ist, wo es zusammen mit Aurostibit, Cattierit, Dzharkenit, Erlichmanit, Fukuchilit, Geversit, Hauerit, Insizwait, Iridisit, Kruťait, Laurit, Penroseit, Pyrit, Sperrylith, Trogtalit, Vaesit und Villamanínit die „Pyritgruppe“ mit der System-Nr. 2.EB.05a bildet.
Auch die vorwiegend im englischen Sprachraum gebräuchliche Systematik der Minerale nach Dana ordnet den Gaotaiit in die Klasse der „Sulfide und Sulfosalze“ und dort in die Abteilung der „Sulfidminerale“ ein. Hier ist er ebenfalls in der „Pyritgruppe (Isometrisch: Pa3)“ mit der System-Nr. 02.12.01 innerhalb der Unterabteilung „Sulfide – einschließlich Seleniden und Telluriden – mit der Zusammensetzung AmBnXp, mit (m+n) : p = 1 : 2“ zu finden.

## Chemismus
Der idealisierten (theoretischen) Zusammensetzung von Gaotaiit (Ir3Te8) zufolge besteht das Mineral aus Iridium und Tellur im Stoffmengenverhältnis von 3 : 8. Dies entspricht einem Massenanteil (Gewichts-%) von 36,10 % Iridium (Ir) und 63,90 % Tellur (Te).
Die Werte aus neun Mikrosondenanalysen des Typmaterials ergaben allerdings eine durchschnittliche Zusammensetzung aus 35,6 Ir % und 62,8 % Te sowie zusätzlich geringe Gehalte von 0,2 % Kupfer (Cu), 0,2 % Schwefel (S) und 0,1 % Platin, die einen Teil der originären Elemente vertreten (Substitution, Diadochie).

## Kristallstruktur
Gaotaiit kristallisiert kubisch in der Raumgruppe Pa3 (Raumgruppen-Nr. 205) mit den Gitterparametern a = 6,413(4) Å sowie einer Formeleinheit pro Elementarzelle.

## Bildung und Fundorte
Gaotaiit bildet sich in ultramafischen Chromit-Lagerstätten und fand sich in Konzentraten verwandter Seifen entlang des Flusses Luan He nahe der Ortschaft Gaotai in der chinesischen Provinz Hebei. Als Begleitminerale traten hier neben Chromit noch gediegen Gold, Iridium und Osmium, die Platin-Varietät Ferroplatin sowie die Minerale Erlichmanit, Iridisit, Laurit, Magnetit und Shuangfengit auf.
Außer seiner Typlokalität sind bisher keine weiteren Fundorte für Gaotaiit bekannt (Stand 2020).